# Manipel (militær)
Manipel (latin: manipulus; overs. 'en håndfuld [af soldater]') var en taktisk enhed i den romerske republiks hære, som blev taget i brug under Samnitskrigene (343-290 f.Kr.). Det var også navnet på de militære insignier, der blev båret af sådanne enheder. Manipel
Manipel-medlemmer, kaldet commanipulares (sg. commanipularis) blev set som hinandens våbenbrødre, men uden den hjemlige nærhed fra det ottemands store contubernium.
Kohorter erstattede manipelen som organisatoriske enheder.

## Historie
Manipel-systemet blev vedtaget omkring 315 f.Kr., under den anden samnitiske krig. Det barske terræn i Samnium, hvor krigen blev udkæmpet, var ikke befordrende for den falanksdannelse, som romerne havde arvet fra etruskerne og antikkens grækere. Etruskernes og latinernes vigtigste kamptropper i denne periode omfattede hoplitfalankser i græsk stil, som var den oprindelige græske falanks militærenhed.
Efter at have lidt en række nederlag, der kulminerede med overgivelsen af hele hæren uden modstand ved Caudine Forks, forlod romerne falanksen helt og tog det mere fleksible manipel-system i brug, som berømt omtales som "en falanks med led".